# 210e division motorisée
Pour les articles homonymes, voir 210e division.
La 210e division motorisée (en russe : 210-я моторизованная дивизия) est une division d'infanterie motorisée de l'Armée rouge, créée au début de la Seconde Guerre mondiale à partir de la 4e division de cavalerie.

## Historique
La division a commencé à se former en mars 1941 dans le cadre de la constitution d'avant-guerre des forces mécanisées soviétiques dans le district militaire spécial de l'Ouest au sein du 20e corps mécanisé. Basée sur la 4e division de cavalerie à Assipovitchy, elle y est toujours implantée le 22 juin. Une fois formée, son ordre de bataille est le suivant :
- 644e régiment de fusiliers motorisés
- 649e régiment de fusiliers motorisés
- 130e régiment de chars
- 678e régiment d'artillerie
- 35e groupe (divizion) antichar
- 199e groupe antiaérien
- 285e bataillon de reconnaissance
- 385e bataillon léger du génie
- 580e bataillon de transmissions
- 208e groupe du parc d'artillerie
- 365e bataillon médical-sanitaire
- 680e bataillon de transport automobile
- 123e bataillon de réparation et de restauration
- 42e compagnie de régulation
- 480e compagnie de défense chimique (anti-gaz)
- 62e bureau postal de campagne
- 381e bureau extérieur de la Banque d'État

Le Kombrig Théophane Parkhomenko est nommé commandant le 11 mars. Comme l'indique son grade obsolète, il avait été arrêté à la fin de la Grande Purge d'octobre 1938 avant d'être libéré en décembre 1939. Il a servi comme commandant adjoint de la 4e division de cavalerie pendant un an avant de prendre le commandement de la 210e division. Le régiment d'artillerie de la division ne dispose que d'un seul groupe (divizion) de canons de 76 mm et d'aucun obusier, et ses régiments de fusiliers manquent de plus de 25 % de leur effectif autorisé le 22 juin. Le 130e régiment n'a pas un seul char ni véhicule blindé ; comme la plupart des autres divisions motorisées, elle ne dispose que d'une petite fraction de ses véhicules automobiles autorisés et n'est donc « motorisée » que de nom.
Au début de l'invasion allemande (l'opération Barbarossa), le district spécial de l'Ouest est rebaptisé front de l'Ouest et le 20e corps mécanisé, comprenant également le 24e régiment motocycliste, est placé sous le commandement direct du front et gardé en réserve. Il commence bientôt à se déplacer vers l'ouest vers Baranavitchy, qu'il n'atteint que le 28 juin. Le 1er juillet, l'état-major soviétique le classe comme « sans équipement », ce qui signifie qu'il a perdu pratiquement tous ses moyens de transport et ses armes lourdes. Le dernier rapport sur les effectifs de la division, du 7 juillet, ne fait état que de 5 000 hommes et de neuf canons.

### Défense de Moguilev
Les éléments dispersés du 20e corps mécanisé sont affectés à la 13e armée début juillet, toujours au sein du front de l'Ouest et se replient vers le fleuve Dniepr, à proximité de Moguilev. Cette ville, tenue par les restes de huit à dix divisions, est menacée par l'avancée du XXIVe corps motorisé allemand. Le 11 juillet, avant que Moguilev ne soit encerclée, la STAVKA ordonne que la 210e division motorisée, en tant que formation contenant encore un bon nombre de cavalerie entraînée, soit déplacée vers Briansk pour être réformée en 4e division de cavalerie. Dans la nuit du 13 juillet, elle participe à une attaque réussie contre le régiment Großdeutschland alors qu'elle quitte la zone.